# Phalaenopsis pantherina
Phalaenopsis pantherina — епіфітна трав'яниста рослина родини орхідних, або зозулинцевих  (Orchidaceae).
Вид не має усталеного української назви, в україномовних джерелах використовується наукова назва Phalaenopsis pantherina.

## Синонім
- Polychilos pantherina (Rchb.f.) Shim 1982

## Історія опису
Описано у 1864 р. Генріхом Райхенбахом по примірнику із колекції Х'ю Лоу.

## Біологічний опис
Моноподіальний епіфіт середніх розмірів. 

Стебло коротке, прихований основами 3-6 листків.
Коріння довге, товсте, добре розвинене. 

Листя товсте, зелене, довгасте, довжиною до 18-20 см, шириною — до 4-5 см. 

Квітконоси багаторічні, вертикальні, вигнуті, часто розгалужені, зигзагоподібні, довші листя. 

Квіти воскової текстури, діаметром 5-6 см, слабо ароматні або без запаху. Пелюстки жовто-зелені з червоно-коричневими великими плямами, губа біла з бузковими плямами. Квіти подібні з квітами Phalaenopsis cornu-cervi, але більші і яскравіші. 
 Тривалість життя квітки 2-3 тижні. Цвіте протягом усього року, пік цвітіння — весна й початок літа.

## Ареал, екологічні особливості
Борнео, Саравак, Лабуан. 

Рівнинні змішані і гірські ліси на висотах від 0 до 800 метрів над рівнем моря. У кронах високих дерев. 

У місцях природного зростання сезонних температурних коливань практично немає. Цілий рік денна температура близько 30 °C, нічна близько 24 °C. Відносна вологість повітря — 80-84%. Сухого сезону немає, середньомісячна кількість опадів 100—450 мм. 

Відноситься до числа видів, що охороняються (другий додаток CITES).

## У культурі
У культурі рідкісний. 
 Температурна група — тепла. Для нормального цвітіння обов'язковий перепад температур день/ніч в 5-8°С.
Вимоги до світла: 1000—1200 FC, 10760-12919 lx.
Квітконоси багаторічні, обрізають їх тільки після природного всихання. У культурі цвіте в будь-який час року.
Загальна інформація про агротехніку у статті Фаленопсис.
У гібридизації майже не використовується.

## Первиннігібриди
- Datu Chan San-Chang — violacea х pantherina (Tham Chee Keong) 2000
- Doris Blomquist — pantherina х amboinensis (Atmo Kolopaking) 1975
- Jiro Sumichan — fimbriata х pantherina (Atmo Kolopaking) 1981
- Liliana — sanderiana х pantherina (Atmo Kolopaking) 1984
- Mini Paskal — pantherina х javanica (Ayub S Parnata) 1982
- Paskal Terang — pantherina х amabilis (Ayub S Parnata) 1984